# Wolfgang Frenz
Wolfgang Frenz (* 13. September 1936 in Wuppertal) ist ein deutscher rechtsextremer Politikfunktionär und Gründungsmitglied der NPD. Er arbeitete 36 Jahre als V-Person für den Verfassungsschutz und erhielt in dieser Zeit nach eigener Aussage 1,6 Millionen Mark.

## Leben
Frenz, der ursprünglich Chemieingenieur von Beruf war, war seit den fünfziger Jahren Funktionär in rechtsextremistisch ausgerichteten politischen Gruppierungen aktiv und kandidierte bei der Bundestagswahl 1961 für die Deutsche Reichspartei auf der Landesliste Nordrhein-Westfalen. Zuletzt war er in der NPD als Funktionsträger tätig. Er arbeitete von 1961 bis 1995 für den Verfassungsschutz Nordrhein-Westfalen als V-Mann. Frenz war als Heilpraktiker aktiv.

## Enttarnung
Frenz wurde dadurch bekannt, dass er im Verbotsverfahren gegen die NPD im Januar 2002 vom Bundesverfassungsgericht als Auskunftsperson vorgeladen wurde, wobei durch gleichzeitige Übermittlung seiner Aussagegenehmigung der Verfassungsschutzbehörde seine V-Mann-Eigenschaft bekannt und er damit öffentlich „verbrannt“, das heißt eine weitere verdeckte Tätigkeit ausgeschlossen wurde. Dieser Umstand löste einen politischen Skandal aus, nachdem das Bundesverfassungsgericht nunmehr genaue Auskünfte über die quantitative und qualitative Durchsetzung der NPD mit Mitarbeitern der deutschen Verfassungsschutzbehörde verlangte, welche diese unter Hinweis auf Verschwiegenheitspflicht, namentlich den so genannten Quellenschutz, verweigerten.
Wegen seiner Enttarnung als V-Mann des Verfassungsschutzes verklagte Frenz das Land Nordrhein-Westfalen auf Schadenersatz in Höhe von 40.000 Euro, weil er das Land für Einnahmeverluste verantwortlich machte, da seit seiner Enttarnung in seiner Heilpraktikerpraxis in Solingen die Patienten ausblieben und von ihm verfasste Bücher nicht mehr verkauft würden. Er begründete seine Klage mit der Verletzung von Geheimhaltungsvorschriften durch die Verfassungsschutzbehörde des Landes, weil diese ihn gegenüber dem Bundesamt für Verfassungsschutz als V-Mann identifiziert und letztgenannter dann in der Korrespondenz mit dem Gericht Frenz’ frühere Tätigkeit offenbart habe. Seine Klage wurde im Dezember 2003 vom Landgericht Düsseldorf (Az. 2b O 122/03) abgewiesen.
Mit der Enttarnung von Frenz im Januar 2002 war die V-Mann-Affäre ins Rollen gekommen, die zum Scheitern des NPD-Verbotsverfahrens vor dem Bundesverfassungsgericht führte, weil das deutsche Bundesverfassungsgericht befürchtete, dass V-Leute und über sie auch staatliche Stellen einen maßgeblichen Einfluss auf die rechtsextreme Partei und deren mögliches verfassungswidriges Gebaren ausgeübt haben könnten.